# 清野勉
清野 勉（きよの つとむ、1853年（嘉永6年）- 1904年（明治37年）3月10日）は、明治時代の哲学者である。

## 経歴・人物
眼科医だった清野一学の次男として、駿河の上野村に生まれる。実兄の清野勇は大阪医学校（現在の大阪大学医学部）校長や知徳高等学校の教師として活動していた。幼少の頃から父より漢学を学び、沼津兵学校に平民出身者でありながら特別入学し洋学を学ぶ。1870年（明治3年）同学校卒業後、上京して中村正直の門下となり、1972年（明治5年）には海軍兵学校にて英語教師として勤務した。
後に独立し哲学を研究し始め、1887年（明治20年）には井上円了と親交を持ち、彼が設立した哲学館（現在の東洋大学）にて倫理学の教鞭を執った。その後1894年（明治27年）に真宗大学（現在の大谷大学）に転勤した頃、日本の哲学者として初のイマヌエル・カントの哲学の研究に携わり、1896年（明治29年）にはカント哲学を研究した著書を刊行した。その後は哲学用語の訳出等に携わり、翌1897年（明治30年）には高山樗牛や木村鷹太郎らと共に「大日本協会」を設立した。

## 主な著作物

### 主著
- 『韓図（カント）純利批判説』- 1896年（明治29年）刊行[2]。日本で初のカント哲学の研究内容が言及されている[2]。

### その他の著書
- 『帰納法論理学』
- 『理学大意』
- 『普通論理学』